# Derek Holland
Pour le militant politique britannique, voir Derek Holland (militant).
Derek Lane Holland (né le 9 octobre 1986 à Newark, Ohio, États-Unis) est un lanceur gaucher de baseball.
Il est lanceur partant en Ligue majeure de baseball pour les Rangers du Texas de 2009 à 2016 et pour les White Sox de Chicago en 2017.

## Biographie

### Rangers du Texas
Après des études secondaires à la Newark High School de Newark (Ohio), Derek Holland suit des études supérieures au Wallace State Community College de Hanceville (Alabama). Il est repêché le 6 juin 2006 par les Rangers du Texas. 
Hollans passe deux saisons en Ligues mineures sous les couleurs des Spokane Indians (2007, A), des Clinton LumberKings (2008, A), des Bakersfield Blaze (2008, AA) et des Frisco Roughriders (2008, AA).

#### Saison 2009

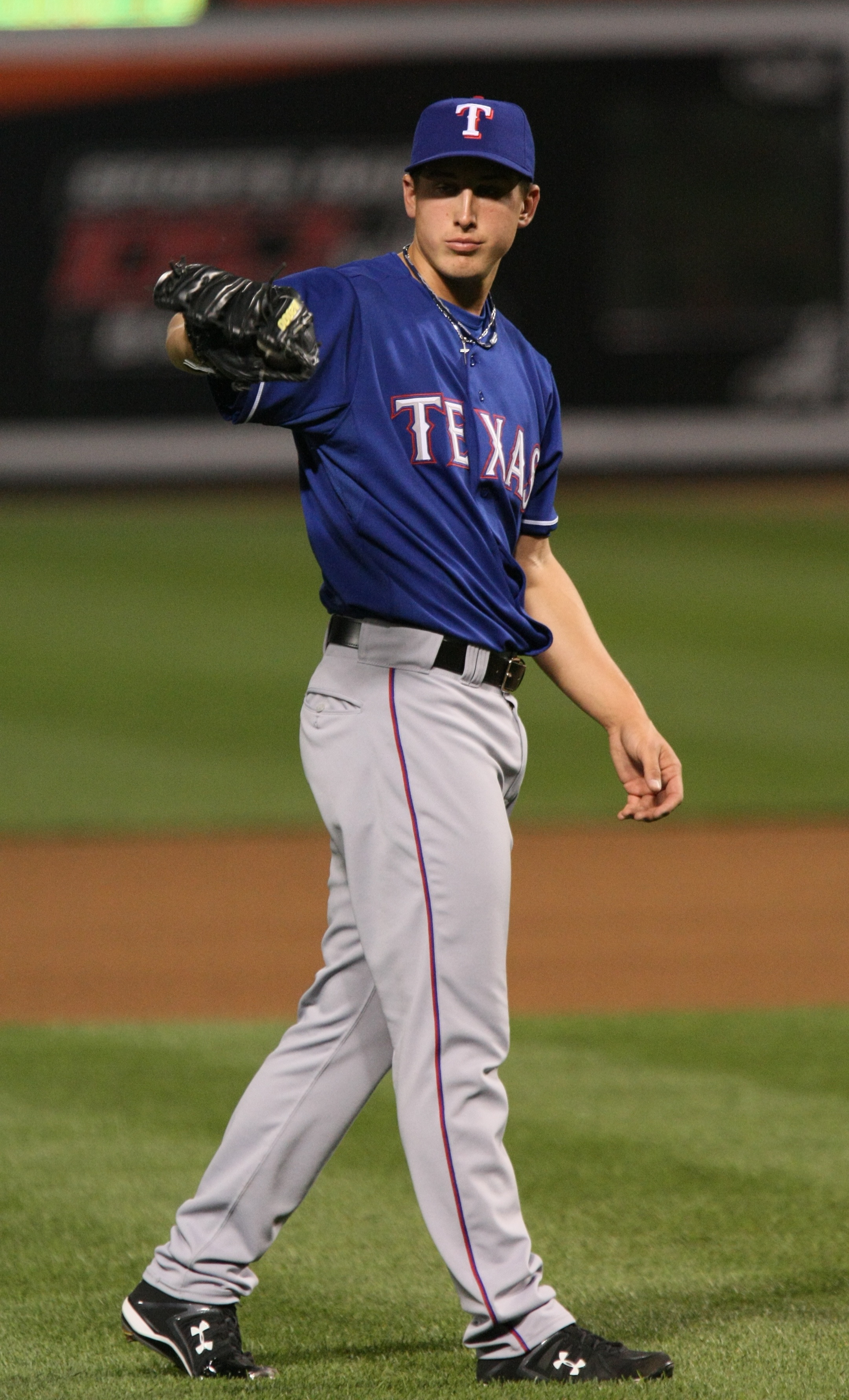
Derek Holland en 2009.

Derek Holland débute en Ligue majeure le 22 avril 2009 et enregistre sa première victoire au plus haut niveau le 12 mai. Il joue 21 parties comme lanceur partant sur ses 33 apparitions au plus haut niveau lors de la saison 2009. Il remporte huit victoires contre treize défaites.

#### Saison 2010
Il entreprend dix matchs pour Texas en 2010, auxquelles s'ajoutent quatre sorties en relève. Sa fiche est de 3-4 avec une moyenne de points mérités de 4,08. Le 19 octobre, il vient en relève à Tommy Hunter dans le quatrième match de la Série de championnat entre les Rangers et les Yankees de New York, et est crédité de sa première victoire en carrière en éliminatoires. Il joue aussi en Série mondiale 2010 contre les Giants de San Francisco. Amené en relève dans le deuxième match, il affronte trois frappeurs, à qui il donne tous des buts-sur-balles. Du nombre, le dernier, Aubrey Huff, en soutire un avec les buts remplis et fait marquer un point. Les trois coureurs croisent le marbre et les points sont portés à la fiche de Holland. Il blanchit en revanche les Giants à sa seconde présence comme releveur dans le quatrième match.

#### Saison 2011
En 2011, Holland lance ses 32 parties de la saison comme partant. Il est le meilleur des Rangers avec 16 victoires, le 4e plus haut total du baseball majeur, contre seulement cinq défaites. Il travaille durant 198 manches et affiche une moyenne de points mérités de 3,95. 
Quatrième des majeures en 2011 pour les matchs complets, il est le meneur (à égalité avec James Shields) pour les blanchissages, avec quatre en saison régulière.
Il entreprend quatre matchs de séries éliminatoires en plus de deux présences en relève. Il connaît une Série de championnat difficile en accordant sept points en sept manches et un tiers aux Tigers de Détroit, bien qu'il ne reçoive pas de décision à ses deux départs. Il mérite une victoire au premier tour éliminatoire contre les Rays et en Série mondiale 2011 est un des rares artilleurs des Rangers à tenir en respect l'offensive des éventuels champions, les Cardinals de Saint-Louis. Il est superbe dans le 4e match, limitant les Cardinals à deux coups sûrs seulement et aucun point en 8 manches et un tiers. Il est le lanceur gagnant dans ce gain de 4-0 de Texas. Dans le 6e match de la finale, il entre en relève en 6e manche et sort ses coéquipiers de l'embarras après avoir hérité de deux coureurs. Il accorde cependant un circuit en solo à Allen Craig en 8e, mais entretemps les Rangers avaient pris les devants 7-4. Holland termine la Série mondiale avec une moyenne de points mérités de 0,87 en 10 manches et un tiers au monticule.

### White Sox de Chicago
Après 7 saisons au Texas, Holland évolue en 2017 pour les White Sox de Chicago.

## Statistiques
| Saison | Équipe | G  | GS | CG | SHO | V  | D  | SV | IP    | SO  | ERA  |
| ------ | ------ | -- | -- | -- | --- | -- | -- | -- | ----- | --- | ---- |
| 2009   | Texas  | 33 | 21 | 1  | 1   | 8  | 13 | 0  | 138.1 | 107 | 6,12 |
| 2010   | Texas  | 14 | 10 | 0  | 0   | 3  | 4  | 0  | 57.1  | 54  | 4,08 |
| Totaux | Totaux | 47 | 31 | 1  | 1   | 11 | 17 | 0  | 195.2 | 161 | 5,52 |

| Saison | Équipe | G | GS | CG | SHO | V | D | SV | IP   | SO | ERA  |
| ------ | ------ | - | -- | -- | --- | - | - | -- | ---- | -- | ---- |
| 2010   | Texas  | 6 | 0  | 0  | 0   | 1 | 0 | 0  | 11.1 | 9  | 4,76 |
| Totaux | Totaux | 6 | 0  | 0  | 0   | 1 | 0 | 0  | 11.1 | 9  | 4,76 |

Note : G = Matches joués ; GS = Matches comme lanceur partant ; CG = Matches complets ; SHO = Blanchissages ; 
V = Victoires ; D = Défaites ; SV = Sauvetages ; IP = Manches lancées ; SO = Retraits sur des prises ; ERA = Moyenne de points mérités.